# نجم أفندي
نجم أفندي (1893–1975) كان شاعرًا أردويًا في الهند.

## الحياة
وُلِد نجم أفندي في أغرا، في الهند، عام 1893 م. وكان والده بازم أفندي شاعرًا أيضًا.